# Gregory Del Piero
 (juin 2009).
 (avril 2025).
Motif : Aucune source n'attestant de la notoriété de cet artiste (si ce n'est que cet article people).  Hors critères Notoriété de la musique en l'état.
- Archive Wikiwix
- Bing
- Cairn
- DuckDuckGo
- E. Universalis
- Gallica
- Google
- G. Books
- G. News
- G. Scholar
- Persée
- Qwant
- (zh) Baidu
- (ru) Yandex
- (wd) trouver des œuvres sur Wikidata

| 1. | Préciser le motif de la pose du bandeau. | Précisez le motif de la pose du bandeau en utilisant la syntaxe suivante : {{admissibilité à vérifier\|date=juin 2025\|motif=remplacez ce texte par le motif}}                         |
| 2. | Informer les utilisateurs concernés.     | Pensez à avertir le créateur de l'article, par exemple, en insérant le code ci-dessous sur sa page de discussion : {{subst:avertissement admissibilité à vérifier\|Gregory Del Piero}} |

Gregory Del Piero (né le 14 octobre 1972 à Sète) est un producteur de musique et DJ français de deep house.

## Biographie
Gregory Del Piero commence comme DJ en 1987. L'été 1998, il a rencontré Joe Claussell de Body & Soul de New York tandis que Joe était en tournée en France. Après cette rencontre Gregory a décidé de poursuivre son intérêt pour la production de musique et s'est délocalisé à San Francisco, où il a commencé à produire son son -Deep et Soulful.
Sa première production intitulée "Don't Hesitate" a été signée par Subliminal Records  et a instantanément propulsé  Gregory au devant de la scène "deep house" . "Anytime" par Swing City a été le numéro quatre dans les charts de la publication R-U DJ Magazine.
En novembre 2006, Gregory a décidé de lancer sa maison de disques, Del Records et produit son premier album intitulé " I Love You More" qui sera décrit par beaucoup  comme un des meilleurs albums produits en cette décennie
En 2017 Gregory a produit et remixé plus d'une centaine de morceaux et a collaboré avec une pléiade d'artistes comme Kenny Bobien, Byron Stingily, Pepper Mashay, Michelle Weeks, Monday Michiru, Susu Bobien, Stephanie Cooke, Keith Thompson (Raze/Break for love), Diviniti, Tom Moulton, Billy Love, Latrice Barnett, Miguel Migs & J-Jay, Bill "the Buddah" Dickens, Paris Brightledge, Harley & Muscle[réf. nécessaire].

## Discographie

### Singles
- 2001 : "Don't Hesitate" - Subliminal Soul Records
- 2005 : "Won't Stop" feat Latrice Barnett - Soulstar Records
- 2005 : "Anytime" feat Lz Love - Swing City Records
- 2006 : "You" feat Kenny Bobien - Loveslap Recordings
- 2006 : "Visions" feat Billy Love  - Loveslap Recordings
- 2006 : "Wonderful" feat Kenny Bobien  - Loveslap Recordings
- 2006 : "In The Churches" feat Ri - Del Records
- 2006 : "Don't You Ever Get" feat Kenny Bobien - Del Records
- 2007 : "Just Like That" - Del Records
- 2007 : "Insanity" - Del Records
- 2007 : "Open Up" feat Valerie Troutt - Del Records
- 2007 : "Rewind" feat Billy Love - Swank Recordings
- 2007 : "Don't Fight The Feeling" feat Billy Love  - Del Records
- 2008 : "Don't You Ever Get" feat Kenny Bobien - Raisani Records
- 2008 : "I Love You More Part 1" - Raisani Records
- 2008 : "Whisper" feat Billy Love - Del Records
- 2008 : "My Only Love" feat Billy Love - Del Records
- 2009 : "Shining On" feat Billy Love - Del Records
- 2009 : "Each Other" feat Paris Brightledge - Del Records
- 2009 : Kenny Bobien "Let Me Apologize" - Del Records
- 2009 : "D.E.T.R.O.I.T" feat Billy Love - Del Records
- 2017 : "Some Kind of Effect On Me" feat Ri - Mood Indigo Records
- 2017: "Let Me Apologize" feat Kenny Bobien - Loveslap Recordings

### Remixes
- 2001: Alan Parsons Project "Syrius"
- 2002: Loyd Cole "my Bag

- 2003: Miguel Migs and Jay-J feat Jojo Haley "Friend Of The Blues" - Black Vinyl Records

- 2007: Dj Ax feat Miss Ficel "Avec Toi" - Del Records
- 2008: Island Groove & Keith Thompson "Soul Surrender" - Walking Monster Records
- 2008: Harley & Muscle ft Byron Stingily "My Friend"- Soulstar Records
- 2008: Castillo & Face featuring Jennifer Perryman "Love's Wine" - 3345 Music
- 2008: Queens Club Project "Super Dancer" - Music Taste Recordings
- 2008: Dj Greg feat Kaysee "This Time" - Del Records
- 2009: Passionardor "There's a candle" - Del records
- 2009: Satya Project "Bora's Bounce" - Xtrasolar Records
- 2009: Steven Stone feat. Nyla Ray "Makes You High" - Soul Deluxe Records
- 2009: Passionardor "Thinking Of You" - Del Records
- 2009: Formentera - "Herbasana on the Rocks 2009"
- 2009: Alex Botar feat. Alec Sun Drae - "Love E.P." - Del Records
- 2009: Island Groove - "Just Remember" - Del Records
- 2009: Frooty Collective feat. Alec Sun Drae - "Gotta Feel" - Del Records
- 2009: DeejayKul feat Lenny Hamilton - "Change" - XtraSolar Recordings
- 2009: Steven Stone feat. Anthony Moriah "Bundel Of Love" - Soul Deluxe Records
- 2009: Lucarelli Ft Shelley Nelson "Love 4 Love" - Deep Red Records
- 2010: Pepper MaShay & Alfredo Norese "Things U Do To Me" - Del Records
- 2010: Midnight Express feat Michelle Weeks "Treat Me Right" -Music Taste Recordings
- 2010: Monday Michiru "Sand Of Time" - XtraSolar Recordings
- 2010: Diva Down Entertainment feat. Su Su Bobien "Praise Always" - GKF Records
- 2010: Fabrizio Marra & Spiritual Blessings feat Stephanie Cooke - "Old Friends" - GKF Records
- 2010: Keith Thompson "Feel My Love" - Thompsonic Recordings
- 2010 : Lucarelli & Dina Vass "As Plain As Black & White" - Deep Red Records
- 2010: Spiritual Blessings ft Lisa Mayers "Not Only Human" - Del Records
- 2012: Steven Stone feat. Simon Green "Live My Life" GDP Mix - Soul Deluxe Records
- 2012: Steven Stone feat. Simon Green "Live My Life" Instrumental Mix - Soul Deluxe Records
- 2013: The Police "Message In A Bottle"
- 2013: Dolls Combers ft Diviniti "Grateful" GDP Mix - Dolls Combers Records
- 2013: Dolls Combers ft Diviniti "Grateful" Del Dub Mix - Dolls Combers Records
- 2013: Francis Cabrel "Corrida"
- 2013: Dido "Thank You"
- 2015: Nelly Furtado & 50 Cents "Something Special"

### Compilations
- 2009: Del Presents Digital Club Vol. 1
- 2009: Del Presents Digital Deep Vol. 1
- 2010: Del Presents Digital Lounge Vol. 1

### Apparaît dans
- 2004 : Hed Kandi: Stereo Sushi Vs. Sake Vol. 6
- 2004 : G Lounge Milano 2
- 2005 : Loveslap Fall Sampler
- 2005 : Heartbeat Mixed Julius Papp
- 2005 : Loveslapped Vol. 4
- 2005 : Cafe Solaire 7
- 2005 : Luxury House For A Relaxed Mood
- 2006 : Ibiza Beach Anthems 2006
- 2006 : Strictly House Vol 5
- 2006 : House Top 100 Vol 6
- 2006 : Play House Vol 11
- 2006 : The Sound Of Love and Dedication 3
- 2006 : Hed Kandi: Swing City Miami
- 2006 : An Exciting House Mix For An Unforgettable Dinner
- 2006 : Magnetic Sounds
- 2006 : The Remixes Vol 1
- 2007 : Raisani Amsterdam Sessions 07
- 2007 : Secret Disco
- 2007 : Pink 1
- 2007 : Cafe Solaire Vol 12
- 2007 : The Music From The Fashion Week Vol. 4
- 2008 : House Is Love Vol: 2
- 2009 : Kay Rush Presents Unlimited VII
- 2009 : Del Presents Digital Club Vol. 1
- 2009 : Del Presents Digital Deep Vol. 1
- 2010 : Del Presents Digital Lounge Vol. 1
- 2010: Old Friends
- 2010: Steven Stone Remixed
- 2011: Motown Millenium E.P
- 2011: Just Dance Mixed by Mario Ferrini
- 2013: House Grooves - Ambient P. Sessions
- 2014: Soul Deluxe & Suntree's Christmas Blend
- 2014: Classic Tracks Chris Lum
- 2017: Sometimes I Wonder Deep House Vol.1
- 2017: Under The Surface Vol.07

### Albums
- 2006 : I Love You More